# Dimas Asón Quintana
Dimas Asón Quintana (Carriazo, Ribamontán al Mar, Cantabria (España), 1920-2006) fue un veterinario español.
Estudió en la Facultad de Veterinaria de la Universidad de León, y tras licenciarse, trabajó en los municipios cántabros de Valdáliga y San Vicente de la Barquera, de donde pasó a su pueblo natal, lugar en el que trabajó hasta jubilarse. 
En España, fue uno de los pioneros en el uso de técnicas de inseminación artificial. En 1987 fue distinguido con la Orden del Mérito Agrario y Alimentario, otorgada por el Ministerio de Agricultura. Falleció en 2006.
- Datos: Q5807151